# Baringo
Baringo är ett av Kenyas 71 administrativa distrikt, och ligger i provinsen Rift Valley. Det har fått sitt namn från Baringosjön. År 1999 hade distriktet 264 978 invånare. Huvudorten är Kabarnet.